# Phaedrotoma complicans
Phaedrotoma complicans är en stekelart som först beskrevs av Fischer 1965.  Phaedrotoma complicans ingår i släktet Phaedrotoma och familjen bracksteklar. Inga underarter finns listade i Catalogue of Life.